# Atelopus carbonerensis
La ranita amarilla de la carbonera (Atelopus carbonerensis) es una especie de sapo que habita en la región andina de Venezuela. Siendo en la actualidad la especie más amenazada de Venezuela. Sin protección alguna, se encuentra en peligro inminente de extinción.

## Distribución
La ranita amarilla de La Carbonera es endémica de Los Andes venezolanos. Es conocida solamente de su localidad típica, La Carbonera, en el bosque de San Eusebio del Estado Mérida, ubicada a 2.330 m s. n. m., donde habita bosques nublados sin intervenir.

## Características
La rana de la carbonera es una especie muy pequeña y de aspecto alargado. Los machos que alcanzan un tamaño entre 3,90 y 4,60 cm son generalmente más pequeños que las hembras que rondan los 4,37 y 5,30 cm. Su dorso es uniformemente amarillo con manchas negras y marrones alrededor de las narinas, y ocasionalmente, sobre otras partes del cuerpo. La superficie posterior del vientre es escarlata, sus miembros posteriores son largos y finos y sobre la piel del dorso se pueden distinguir algunos tubérculos. 

## Situación actual
Pasaron de ser animales extremadamente abundantes a prácticamente desaparecidos de su hábitat natural. A principios de los años 70 era común ver decenas de individuos secos y aplastados por vehículos en la carretera que conecta la ciudad de Mérida con la Azulita. En 1991, tras un reconocimiento del hábitat y entrevistas con pobladores locales, no se logró localizar ni un solo ejemplar. El último avistamiento registrado se produjo el 13 de agosto de 1998, cuando el geógrafo Carlos Dávila compartió dos fotografías de la ranita que él tuvo la fortuna de observar. 
A medidados de los 2000s, campesinos locales contaban anécdotas de encuentros con la ranita pero tras numerosas búsquedas no se hallaron indicios de ella. A consecuencia de esto, se temió que la especie se encontrase extinta.

### Redescubrimiento
El 23 de agosto de 2014 (16 años después del último avistamiento), Fernando Dugarte, miembro del Proyecto Atelopus de la Fundación AndígenA, dio con un ejemplar. La fotografía confirmó que la rana avistada correspondía con la descripción de la especie. Otro ejemplar en la misma localidad fue encontrada por Dugarte el 7 de diciembre de 2021. En 2023 se publicó el primer trabajo de investigación de la reaparición de la ranita.

### Principales amenazas
Son muchas las amenazas. Reducción del hábitat, contaminación de los cursos de aguas, introducción de especies exóticas depredadoras (como el salmón que se alimenta de los renacuajos de la ranita), captura por coleccionistas y comerciantes (se sabe de traficantes que la han ofrecido en venta en Estados Unidos y en Alemania).
No se ha tomado ninguna medida protectora.

## Población
Es un animal extremadamente escaso en la actualidad. Se desconoce la existencia de alguna población silvestre.